# Temnora apiciplaga
Temnora apiciplaga är en fjärilsart som beskrevs av Karsch 1891. Temnora apiciplaga ingår i släktet Temnora och familjen svärmare. Inga underarter finns listade i Catalogue of Life.